# Garachico
Garachico – kanaryjska miejscowość należąca do regionu Santa Cruz de Tenerife. Zlokalizowana na północnym zachodzie Teneryfy na obszarze strefy Isla Baja (Los Silos, Buenavista del Norte i El Tanque). W związku ze skomplikowaną orografią, dzielnice tworzące miejscowość rozproszone są pomiędzy wybrzeżem a górami. Poza samą Villa de Garachico, okręg miejski złożony jest z licznych dzielnic, takich jak La Caleta de Interián (osiedle dzielone z okręgiem miejskim Los Silos), El Guincho, Las Cruces, San Pedro de Daute, Genovés, San Juan del Reparo i La Montañeta.

## Historia
Miasto Garachico wraz ze swoim portem założone zostało przez genueńskiego bankiera Krzysztofa de Ponte po podbiciu Teneryfy w 1496 roku. Na przestrzeni XVI i XVII wieku Garachico przekształciło się w główny port wyspy. Wypływały z niego statki załadowane winem i cukrem, przewożąc towary do Ameryki i Europy, co spowodowało rozwój ekonomiczny ludności Garachico. W przeszłości był to port komplementarny, który przede wszystkim stanowił łącznik pomiędzy portami o większym znaczeniu: Villa Apurón (dziś: Santa Cruz de La Palma), Santa Cruz de Tenerife i Puerto de Las Palmas, a Półwyspem Iberyjskim i Ameryką.
W 1646 roku doszło do osunięcia się ziemi, w wyniku którego zginęło ok. 100 osób, a 40 statków zostało zatopionych. 5 maja 1706 roku wybuch wulkanu Trevejo, zwanego także Czarnymi Piaskami (Arenas Negras), zakończył złoty okres w historii miasta. O świcie, siedem warstw lawy spłynęło po zboczu Garachico, równając z ziemią i grzebiąc znaczną część miasta, a przede wszystkim port, który został praktycznie całkowicie zniszczony. Pomimo tego, nie było ofiar śmiertelnych. Po tej katastrofie naturalnej, statki handlowe zaczęły korzystać z portu w Puerto de la Cruz, a Garachico pozostało zaledwie małym portem dla rybaków. Warstwa lawy, która dotarła do morza sprawiła, że okręg powiększył swoje terytorium o powstałe skupisko naturalnych basenów, znane jako El Caletón. Z Garachico pochodziła rodzina słynnego wenezuelskiego libertadora bojownika o wolność Simona Bolivara. Na jednym z placów w Garachico postawiono pomnik byłego naczelnika i prezydenta Wenezueli.

## Dziedzictwo kulturowe
Na Archipelagu Kanaryjskim odnajdziemy kilka przykładów figur Chrystusa wykonanych z łodygi kukurydzy.

## Wybitne postaci
- Pedro de Ponte y Llerena (1624–1705), gubernator Panamy i Wysp Kanaryjskich.